# Maria Schneider (Schauspielerin)

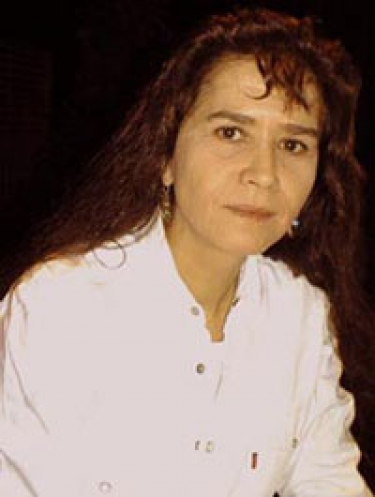
Maria Schneider beim Créteil Films de Femmes Festival in Paris (2001)

Maria Schneider (* 27. März 1952 in Paris als Marie Christine Gélin; † 3. Februar 2011 ebenda) war eine französische Schauspielerin.

## Leben
Maria Schneider war die Tochter des aus Rumänien stammenden französischen Models bzw. der Buchhändlerin Marie Christine Schneider und des Filmschauspielers Daniel Gélin. Sie wurde bis zum 15. Lebensjahr allein von ihrer Mutter erzogen. Schneider zog dann nach Paris und hatte 1969 ihre ersten Auftritte in Theater und Film.
Weltberühmt wurde sie durch den Film Der letzte Tango in Paris  von Bernardo Bertolucci, in dem sie neben Marlon Brando die Hauptrolle spielte und bei den Dreharbeiten erst 19 Jahre alt war. Die sehr freizügige Rolle wurde für ihre künftige Schauspielkarriere dann jedoch eher zu einem Problem, da sie zunächst fast nur ähnliche Rollen angeboten bekam. Zu der viel diskutierten Vergewaltigungsszene mit Brando wurde Schneider, einem Eingeständnis des Regisseurs 2016 zufolge, von ihm genötigt. Schneider hatte 2007 geäußert, sie habe sich in dieser Szene „vergewaltigt gefühlt“. Auf die Frage, ob es während der Dreharbeiten zu echtem Sex gekommen sei, sagte Schneider: „Nein, auf keinen Fall.“ Für ihre Rolle bekam sie 2.500 Dollar, einen Bruchteil der Gage von Marlon Brando, der 250.000 Dollar zuzüglich 10 Prozent Gewinnbeteiligung erhielt.
Den plötzlichen Ruhm und seine Folgen – es wurden ihr Skandale angedichtet, darüber hinaus wurde angezweifelt, dass Gélin ihr Vater sei – verkraftete sie nur schwer. 1974 wurde ihre Bisexualität bekannt.
Sie schätzte ihre Rolle in dem Spielfilm Beruf: Reporter (1975), in dem sie an der Seite  von Jack Nicholson agierte. 1976 verließ sie die Dreharbeiten zu dem Film 1900 von Bernardo Bertolucci und stieg aus dem Projekt ganz aus. Ebenso verließ sie im selben Jahr die Dreharbeiten zu dem Film Caligula. Aufgrund von Alkohol- und Drogenproblemen musste sie sich in psychiatrische Behandlung begeben. 1989 kehrte sie wieder zur Filmarbeit zurück.
Maria Schneider starb im Alter von 58 Jahren an den Folgen einer Krebserkrankung. Schneider wurde im Père-Lachaise-Krematorium eingeäschert und ihre Asche an der Atlantikküste am Fuß des Jungfrauenfelsens (Rocher de la Vierge) in Biarritz verteilt.

## Filmografie (Auswahl)
- 1969: Oh, diese Frauen (Les femmes) – Regie: Jean Aurel : Komparsin
- 1969: L'Arbre de Noël – Regie: Terence Young : Komparsin
- 1970: Madly – Regie: Roger Kahane : Komparsin
- 1970: Les Jambes en l'air – Regie: Jean Dewever : Sarah
- 1972: Le Sang – Regie: Jean-Daniel Pollet : Komparsin
- 1972: Das späte Mädchen – Regie: Jean-Pierre Blanc – Mome
- 1972: Hellé – Regie: Roger Vadim : Nicole
- 1972: Der letzte Tango in Paris (Ultimo tango a Parigi): Jeanne
- 1973: Reigen nach Arthur Schnitzler: das süße Mädel
- 1975: Beruf: Reporter (Professione: reporter) : das Mädchen
- 1975: Das ganz große Ding (La baby sitter) : Michèle
- 1977: Violanta – Regie: Daniel Schmid : Laura
- 1978: Die zweite Haut (Io sono mia) – Regie: Sofia Scandurra
- 1979: Eine Frau wie Eva (Een vrouw als Eva) – Regie: Nouchka van Brakel
- 1979: Die Aussteigerin (La Dérobade) – Regie: Daniel Duval : Maloup
- 1980: Weiße Reise – Regie: Werner Schroeter – eines der Mädchen
- 1980: Haine – Regie: Dominique Goult : Madeleine
- 1980: Mamma Dracula – Regie: Boris Szulzinger : Nancy
- 1981: Friedenszeit in Paris (Sezona mira u Parizu) – Regie: Predrag Golubovic : Elen
- 1981: Merry-Go-Round – Regie: Jacques Rivette : Léo
- 1983: Keine Zeit für Wunder (Cercasi Gesù) – Regie: Luigi Comencini : Francesca
- 1989: Bunker Palace Hôtel – Regie: Enki Bilal : Muriel
- 1992: Ein Tag und eine Nacht (Au pays des Juliets) – Regie: Mehdi Charef : Raissa
- 1992: Wilde Nächte (Les Nuits fauves) : Noria
- 1995: Kommissar Navarro (Navarro) (Fernsehserie, 1 Folge) : Samira (L'Ombre d'un père)
- 1996: Jane Eyre – Regie: Franco Zeffirelli : Bertha
- 1998: Something to believe in – Regie: John Hough : Maria
- 2000: Les acteurs – Regie: Bertrand Blier : sie selbst
- 2002: La Repentie – Regie: Laetitia Masson : die Schwester von Charlotte
- 2008: Cliente – Regie: Josiane Balasko : eine Kundin

## Auszeichnung
- 2010: Ordre des Arts et des Lettres